# Reneé Morón
René Morón fue un pintor argentino contemporáneo nacido en 1929 en San Antonio Oeste, provincia de Río Negro. 
Tras realizar cursos preparatorios en la Escuela Nacional de Bellas Artes se dedicó a la pintura. 
En 1951 junto a los pintores Aníbal Carreño, Carlos Cañás, Ezequiel Linares y Mario Loza y al escultor Leo Vinci, comenzaron a reunirse en el taller de su maestro, Adolfo De Ferrari. Artistas y amigos, habían transitado por el arte figurativo para devenir «en una pintura casi abstracta en la que materia y color se expresan por sí mismo». El expresionismo abstracto cultivado por el grupo «desarrolla una imagen abstracta pero rescatando siempre el contenido y partiendo de la realidad»
Allí se reunían a «conversar sobre los temas de nuestro interés, a tomar mate y a escuchar música. Hablamos entonces de los problemas del país, del papel que juega el creador dentro de él.» La dinámica funcionó: «alquilamos una casa vieja, armamos un taller y fueron ocho o nueve años de hacer y de tirar, de discutir, de creer que habíamos encontrado algo y darnos cuenta que no. Eso nos llevó mucho tiempo y mucha angustia. Y sin querer, empezaron a salir algunas cosas que finalmente expusimos como grupo, en 1959.»
En septiembre de 1959 Carlos Cañás, Aníbal Carreño, Ezequiel Linares, Mario Loza, René Morón y el escultor Leo Vinci exponían por primera vez con el auspicio del Museo de Arte Moderno en la Galería Peuser, ubicada en la calle Florida 750 de la ciudad de Buenos Aires. 
La muestra fue un éxito. Incluso contó con la presencia y favorable crítica del escritor francés André Malraux, entonces ministro de Cultura de Francia, quien se encontraba en visita oficial.
Fue el fundador del museo, Rafael Squirru, quien dio nombre a los artistas: Grupo del Sur.
La versión más difundida y originada en el crítico Carlos Villar Araujo apunta a que el nombre surgió debido al origen de Morón (Río Negro) y a que sus compañeros tenían sus talleres en Barracas o San Telmo. Sin embargo, Carreño afirmaría más tarde que «era por sudacas, era Grupo del Sur. Él [Squirru] visualizó una cosa: no pasó mucho tiempo que, en un momento dado, nosotros nos dimos cuenta [...] que éramos pintores provincianos. Provincianos en el mundo. Es decir, pintores argentinos.»
En efecto, pese a las evidentes influencias del arte contemporáneo «el grupo mantuvo una mirada arraigada en lo nacional y lo sudamericano».
El Grupo del Sur efectuó numerosas exposiciones en el país y en el extranjero, entre ellas en el Museo de Arte Moderno de Río de Janeiro (1961) y en el Museo de Arte Moderno de Miami (1964).
Pero ese sería el último año. Por decisión de los artistas ante los requerimientos parcializados de algunas galerías deciden seguir caminos separados.
Sus obras pictóricas manifiestan según la crítica el fuerte arraigo del artista para con su tierra natal, especialmente aquellas en las que plasma paisajes y criaturas de la Patagonia Argentina. 
Si bien cultivó fundamentalmente la pintura al óleo, también se dedicó al muralismo destacándose el que realizó rindiendo homenaje a Ceferino Namuncurá. 